# Rue Brève
La rue Brève est une voie piétonne souterraine située dans le 1er arrondissement de Paris, en France.

## Situation et accès
La rue Brève est située entre le palier de la porte Lescot et la rue des Piliers, au niveau -3 du secteur Forum Central des Halles (Forum des Halles).

## Origine du nom

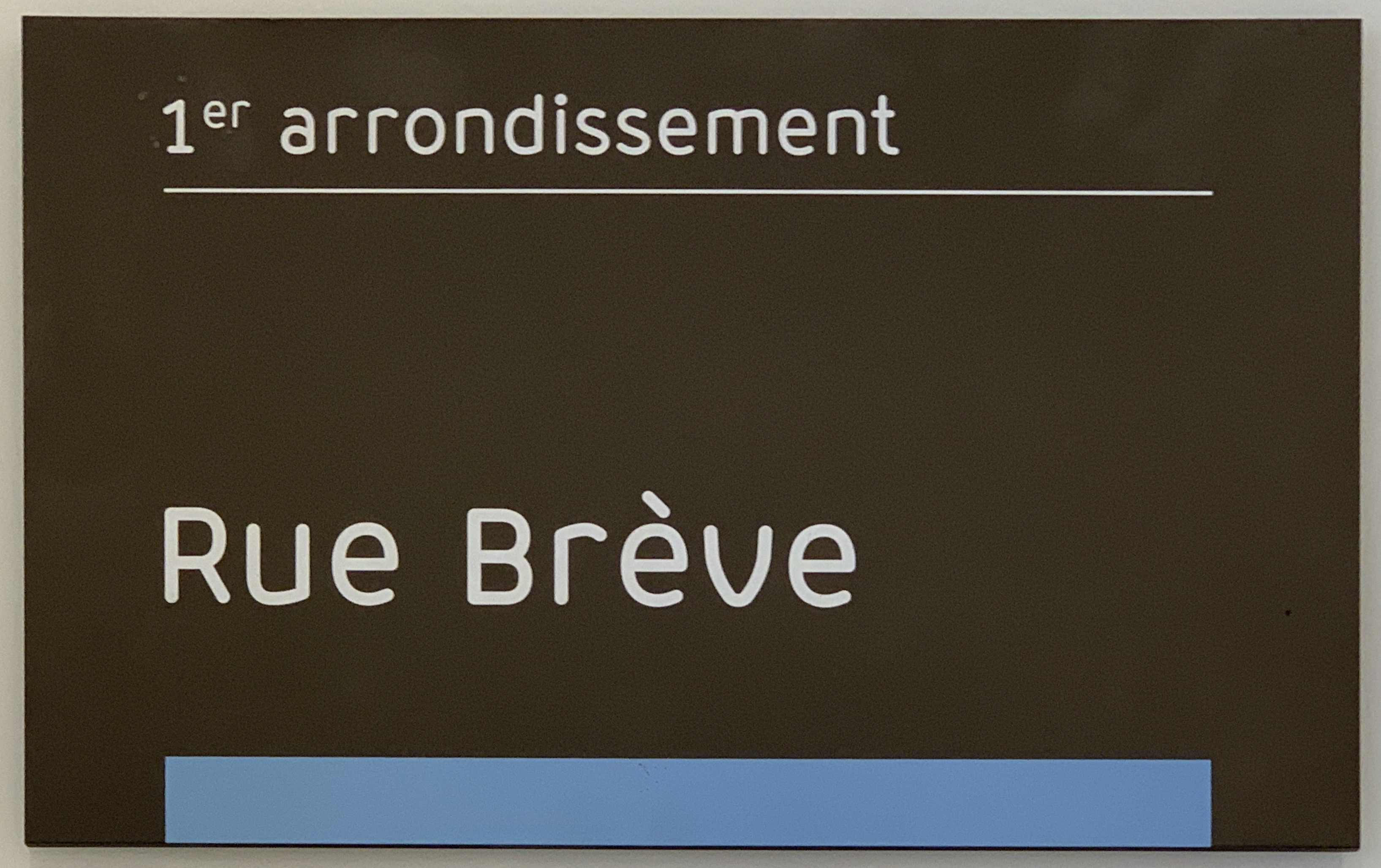
Plaque de la rue.

Elle porte ce nom car c'est une voie très courte.

## Historique
Cette voie a été créée lors de l’aménagement du secteur Forum Central des Halles (Forum des Halles) et a été dénommée par l’arrêté municipal du 18 décembre 1996.

## Pour approfondir